# История почты и почтовых марок Боливии
История почты и почтовых марок Боливии описывает развитие почтовой связи в Боливии, государстве в центральной части Южной Америки со столицей в Сукре. Собственные почтовые марки эмитируются с 1867 года. Боливия входит в число стран — участниц Всемирного почтового союза (ВПС; с 1886), а её национальным почтовым оператором является компания Agencia Boliviana de Correos.

## Развитие почты
Находясь с XVI века в колониальной зависимости от Испании, Боливия ранее была известна как Верхнее Перу и стала независимой республикой 6 августа 1825 года. Напряженность в отношениях Боливии с Чили и Парагваем оказала влияние на историю почты этих стран и на эмитируемые ими почтовые марки.
1 апреля 1886 года Боливия присоединилась к ВПС.

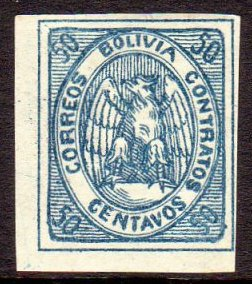
Одна из первых марок Боливии (1867) из серии «Кондор» номиналом в 50 сентаво

До 1895 года почтовые маршруты были представлены в основном железной дорогой из Антофагасты в Боливию, конными гонцами и речными судами. Внутренние почтовые маршруты оставались неудовлетворительными вплоть до появления авиапочты в 1920-е годы.
С 1911 года Боливия является членом Почтового союза американских государств, Испании и Португалии (UPAEP).
На современном этапе почтовую связь в стране осуществляет компания исп. Agencia Boliviana de Correos (сокращённо AGBC; ранее Empresa de Correos de Bolivia).

## Выпуски почтовых марок
Следующие надписи присутствуют на оригинальных почтовых марках Боливии: «Bolivia. Correos» («Боливия. Почта»), «Correos de Bolivia» («Почта Боливии»), «Republica de Bolivia» («Республика Боливия»), «Comunicaciones» («Связь»). Суммарно, по данным Л. Л. Лепешинского, за первый, почти столетний период с 1866 по 1963 год Боливией было издано 669 почтовых марок и 15 блоков.

### Первые марки
Первые почтовые марки Боливии были эмитированы в 1867 году. Это была серия марок, получившая название «Кондор» — по помещённому на марках изображению кондора[≡].

### Последующие эмиссии
В 1909 году были выпущены первые коммеморативные марки страны, посвящённые столетию начала боливийской войны за независимость Боливии:

Марки первого памятного выпуска в честь столетия войны за независимость Боливии (1909)
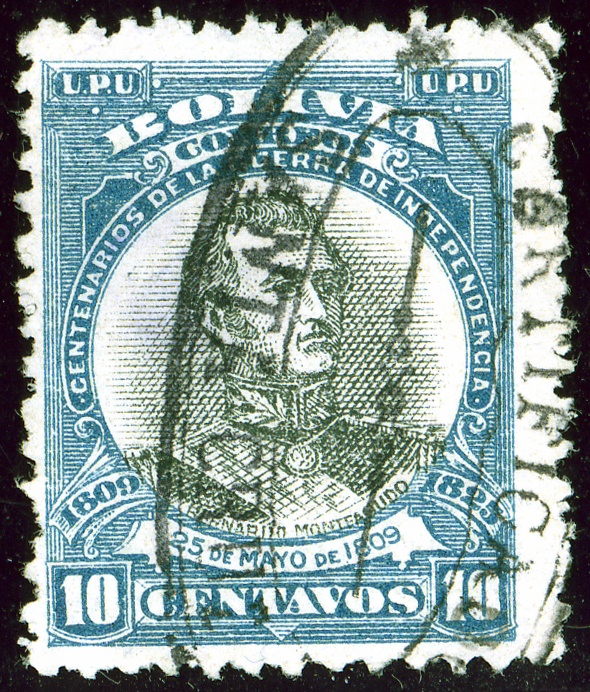
10 сентаво: портрет Б. де Монтеагудо[фр.] (Mi #80)
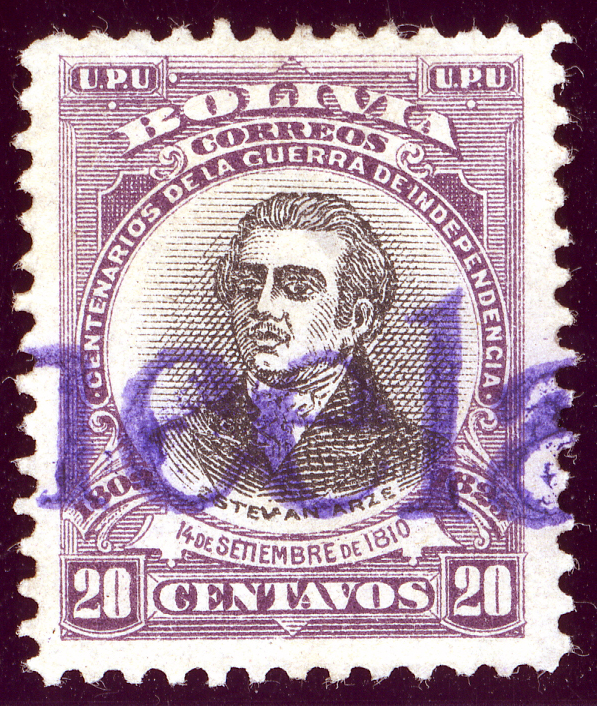
20 сентаво: портрет Э. Арсе[исп.] (Mi #81)

### Выпуск «Ворота солнца»
Боливийские почтовые марки являются классической иллюстрацией проблем, вызванных нарушениями при их производстве и влиянием высокой инфляции. Боливия была одной из тех стран Южной Америки, которые предприняли усилия к тому, чтобы запечатлеть доколумбовы времена в сюжетах, используемых для почтовых марок. В 1926 году был разрешён выпуск серии из девятнадцати марок «Ворота солнца» в ознаменование независимости Боливии. Марки были выгравированы и напечатаны в Германии. При этом, узнав, что марки продавались без разрешения в Европе, власти распорядились запереть остальную часть тиража в банковском сейфе, где марки оставались в течение 35 лет. Когда в конце концов марки были выпущены в обращение в 1960 году, инфляция вызвала хаос с боливийской валютой, поэтому на них пришлось сделать надпечатки новых номиналов, иногда в 10 тысяч раз больше их первоначального номинала. На почтовой марке самого высокого номинала в 5 боливиано была выполнена надпечатка нового номинала в 5000 боливиано.

### Почтовые блоки
Первый почтовый блок появился в 1943 году. Несколько боливийских блоков было посвящено Олимпийским играм в Москве. После 1980 года почтовым ведомством Боливии эмитировалось большое количество почтовых блоков различной тематики, обычно небольшими тиражами.

## Другие виды почтовых марок

### Авиапочтовые
Боливия приступила к выпуску авиапочтовых марок в 1924 году. Для авиапочтовых марок характерна надпись «Correo aéreo» («Авиапочта»).

### Доплатные
Доплатные марки выпускались в Боливии в 1931—1938 годах. На них имеется соответствующая надпись: «Multa» («Доплата»). Всего вышло 9 доплатных марок.

### Почтово-налоговые
С 1939 года боливийским почтовым ведомством издавались почтово-налоговые марки. По информации Л. Л. Лепешинского, к 1963 году таковых насчитывалось 22 марки.

### Почтово-гербовые
В 1870—1893 годах в обращении в качестве почтовых марок также были фискальные марки. К этой практике издания почтово-гербовых марок боливийская почтовая администрация прибегала и в дальнейшем.

Примеры почтово-гербовых марок Боливии (1912)
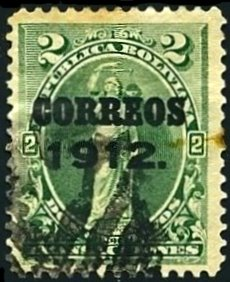
Надпечатка «Correos 1912.» («Почта. 1912») на фискальной марке в 2 сентаво
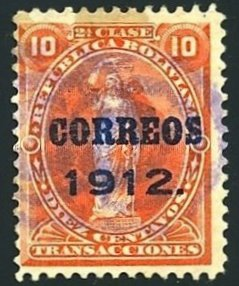
То же на марке в 10 сентаво

Кроме того, известен провизорий Кобихи — надпечатанная в 1917 году фискальная марка Боливии, предназначенная для почтового хождения, которая в каталоге «Скотт» включена в основной перечень почтовых марок этой страны (Sc #102). Марка эта достаточно редкая и в 2002 году оценивалась в $6000 за чистый экземпляр и в $1700 — за гашёный. Вероятно, редкостью и дороговизной марки объясняется факт существования «отличных подделок».

Редкая почтово-гербовая марка Боливии (1917)
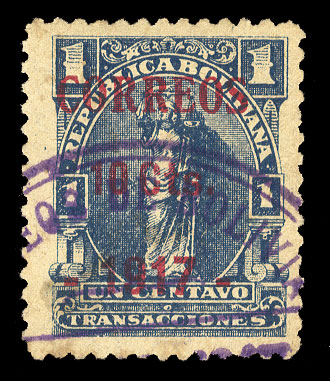
Провизорий Кобихи (1917): красная надпечатка «Correos 10 Cts. - 1917 -» («Почта. 10 сентаво. 1917») на фискальной марке номиналом в 1 сентаво (Sc #102)
Секция марок Боливии в каталоге «Скотт» (2002), где описана эта марка (вверху страницы)

Л. Л. Лепешинский сообщает, что почтово-гербовые марки в Боливии выходили с 1939 года, и таковых к 1963 году имелось 14 штук.

## Телеграфные
Имеется подготовленная в 1906 году к печати, но невыходившая серия телеграфных марок Боливии:

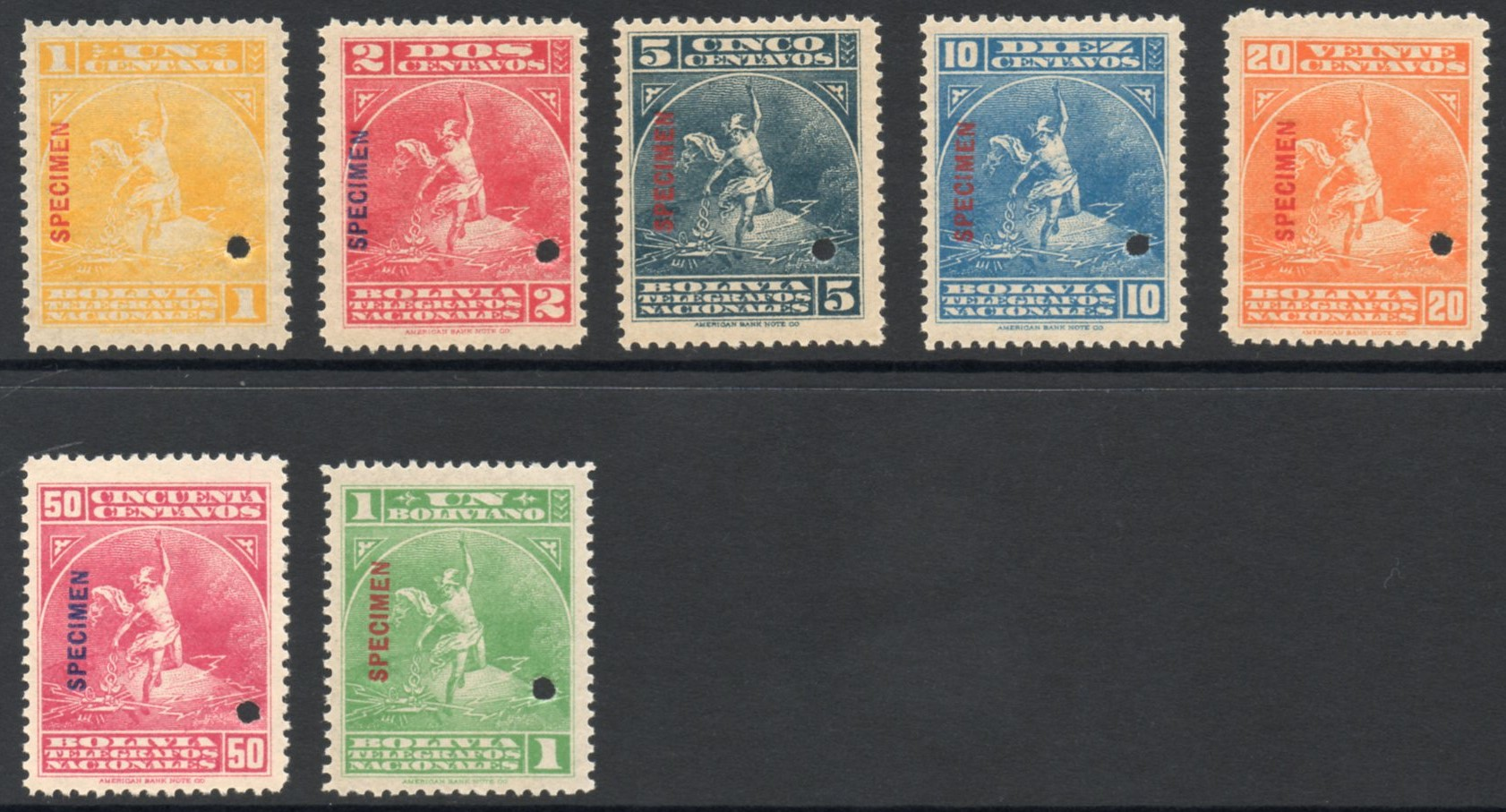
Образцы полной серии телеграфных марок 1906 года (одновременно с надпечаткой «Specimen» («Образец») и проколами), которая так и не увидела свет
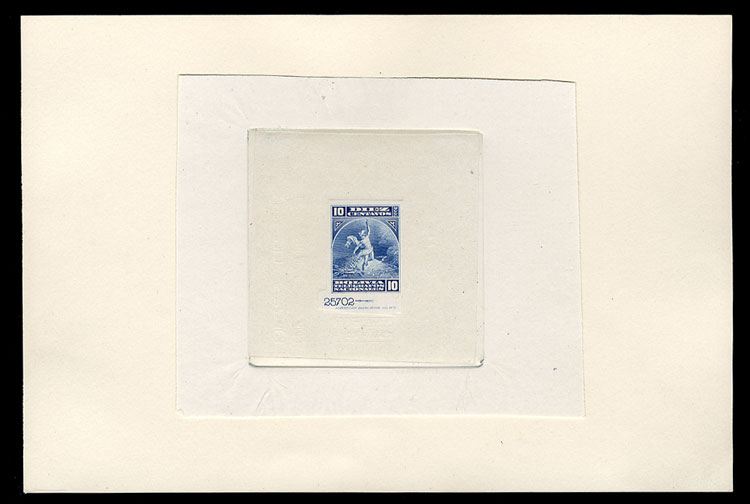
Пробный оттиск марки в 10 сентаво из этой серии

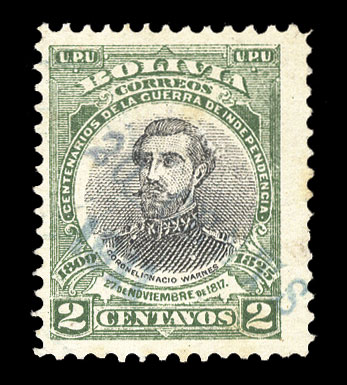
Провизорий Вилла-Белла (1911): надпечатка «20 Cents 1911» («20 сентаво. 1911») на почтовой марке номиналом в 2 сентаво

## Временные выпуски
Для временных выпусков (провизориев) на марках могло указываться: «Habilitada» («Разрешено»).

## Британская консульская почта
Во второй половине XIX века в Боливии было организовано британское почтовое отделение. При этом британские почтовые марки использовались в период с 1865 года по 1878 год в порту Кобиха, которого уже нет, и они могут быть идентифицированы по оттискам буквенно-цифрового почтового штемпеля «С39».

## Чилийская оккупация
Чилийские почтовые марки находились в обращении в оккупированных районах Боливии в период с 1 декабря 1881 года по 11 октября 1883 года.

## Почтовая война
В ходе конфликта Боливии с Парагваем вокруг плато Гран-Чако обе страны прибегали к изображению спорной области на своих почтовых марках в границах собственного государства. Противостояние двух стран привело к кровопролитной Чакской войне 1932—1935 годов.

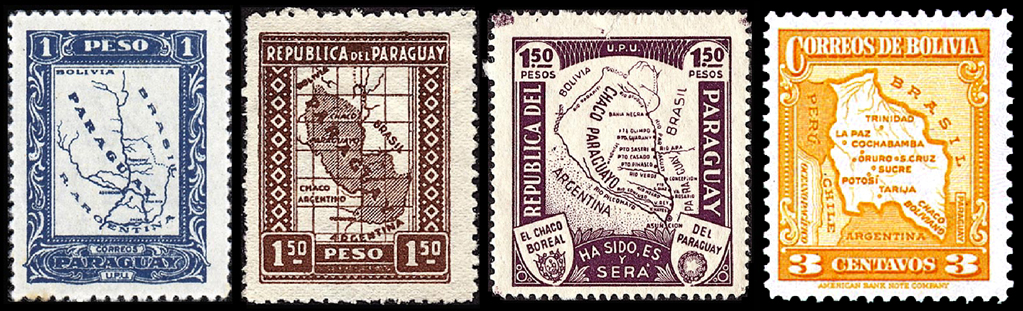
Подборка почтовых марок Парагвая и Боливии с их картами времён войны за плато Гран-Чако: Парагвай — 1924, 1927 и 1932(Sc #254, 292 и 323); Боливия — 1928—1935(Sc #220). На марке Парагвая 1924 года граница с Боливией не указана, в 1927 году — проходит севернее Гран-Чако, в 1928 году — продвинута ещё дальше с обозначением территории как «Северное Чако Парагвая» и лозунгом «Было, есть и будет (парагвайским)». На марке Боливии спорная область названа «Боливийское Чако»

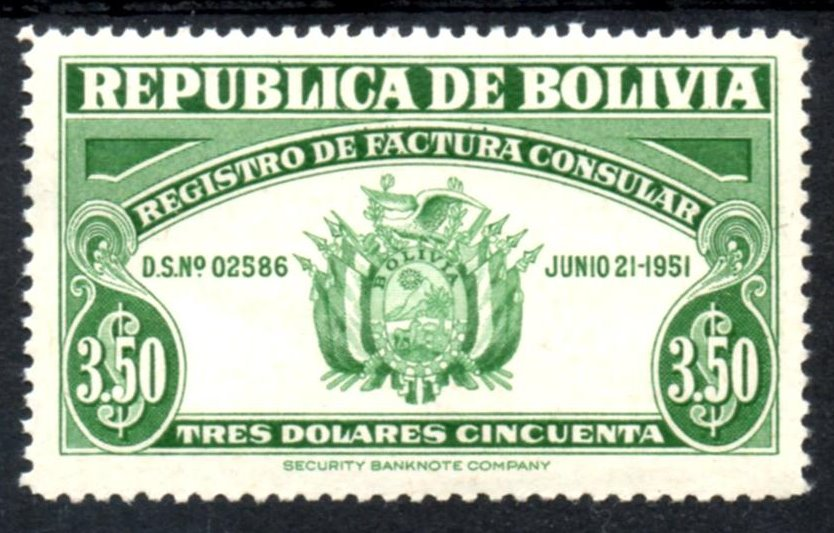
Фискальная (гербовая) марка Боливии (1951)